# Karađorđević
Het huis Karađorđević¹ (Servisch: Карађорђевићи/Karađorđevići) regeerde van 1842 tot 1858 over het vorstendom Servië en van 1903 tot 1918 over het koninkrijk Servië, daarna tot 1945 over het koninkrijk Joegoslavië.

## Geschiedenis
De stamvader van het huis was Karađorđe (1752-1817; Zwarte George, eigenlijk Đorđe Petrović), die de Eerste Servische Opstand tegen het Ottomaanse Rijk leidde. Servië werd in 1815 zelfstandig onder zijn voormalige ondergeschikte Miloš Obrenović (1780-1860). De twee raakten met elkaar in onmin en in 1817 liet Miloš Karađorđe vermoorden. De rest van de eeuw zou in het teken staan van de vete tussen de huizen Karađorđević en Obrenović.
Karađorđes' zoon Alexander Karađorđević (1806-1885) werd na de val van Miloš' zoon Michael III Obrenović (1823-1868) in 1842 tot vorst van Servië gekozen. Hij moest in 1858 troonsafstand doen, waarna Miloš Obrenović weer op de troon kwam. Na de moord op de laatste Obrenović, Alexander (1876-1903), kwam het huis Karađorđević weer aan de macht met Peter I (1844-1921), zoon van Alexander Karađorđević.
Peter I Karađorđević, koning van Servië, werd in 1918 koning van het nieuwgevormde rijk Joegoslavië, dat was samengesteld uit Servië, Montenegro en delen van voormalig Oostenrijk-Hongarije: Kroatië, Slovenië en Bosnië en Herzegovina. Hij werd in 1921 opgevolgd door zijn zoon Alexander I (1888-1934), die echter in 1934 op instigatie van Ante Pavelić werd vermoord. Alexanders zoon Peter II (1923-1970) regeerde als minderjarige tot 1941 onder regentschap van zijn oom Paul (1893-1976), maar werd na de Tweede Wereldoorlog door de communisten afgezet (29 november 1945). Zijn zoon Alexander (II) (1945) is de huidige troonpretendent.

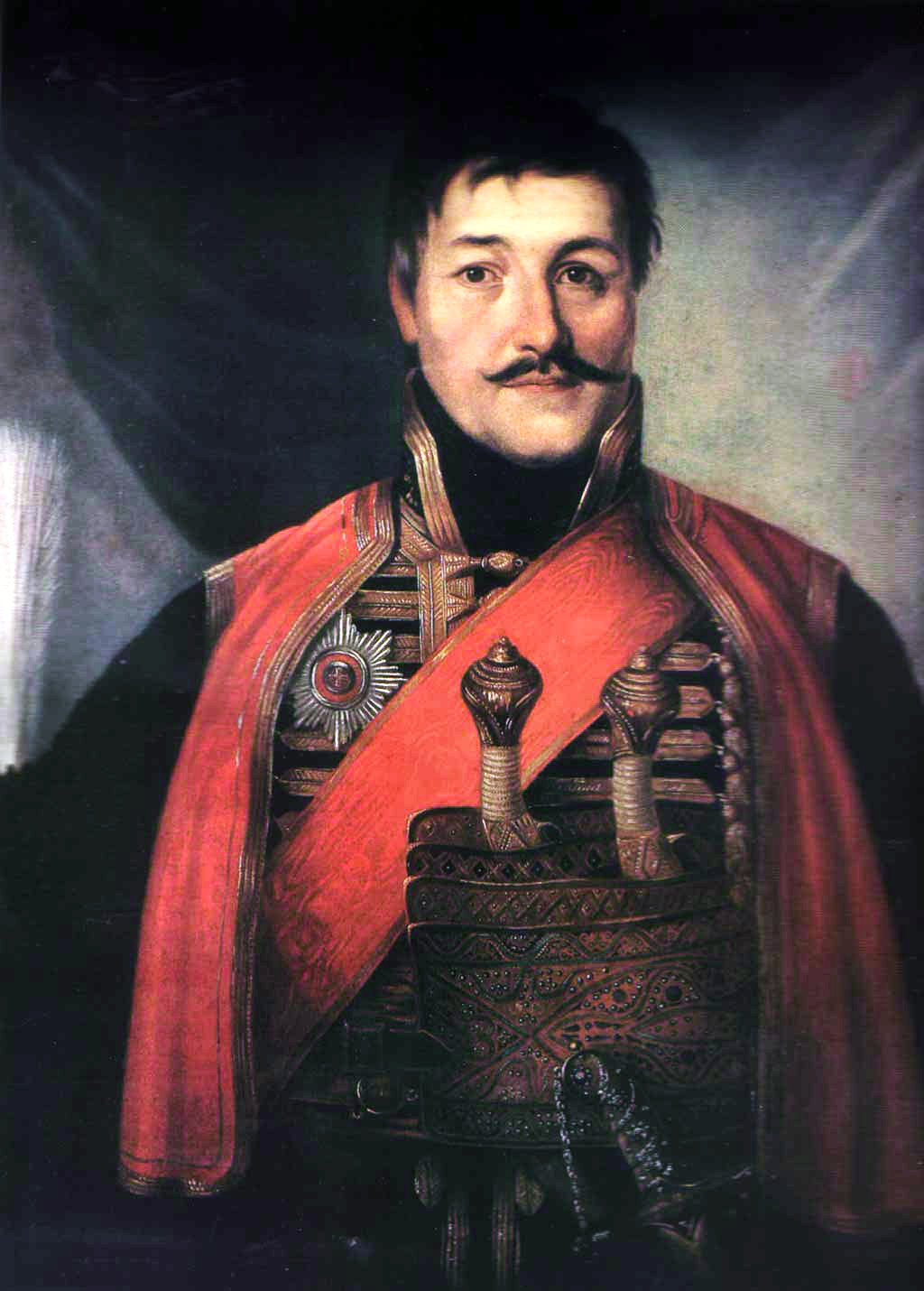
Stamvader Karađorđe

## Heersers uit het huis Karađorđević
- 1842-1858: Alexander Karađorđević, vorst van Servië
- 1903-1921: Peter I Karađorđević, koning van Servië, na 1918 van Joegoslavië
- 1921-1934: Alexander I Karađorđević, koning van Joegoslavië
- 1934-1941: Paul Karađorđević, regent voor Peter II
- 1934-1945: Peter II Karađorđević, koning van Joegoslavië

## Genealogie
Hieronder volgt een beknopte genealogie van het huis Karađorđević:
Đorđe Petrović (Viševci 14 september 1752 – Radovanje 24 juli 1817), hospodar van Servië 1808-1813; ∞ Jelena Jovanović (1764 – 19 februari 1842); zij hadden zeven kinderen, onder wie:
- Alexander I, vorst van Servië 1842-1859 (Topola 11 oktober 1806 – Timișoara 4 mei 1885); ∞ (Hotin, Bessarabië 1 juni 1830) Persida Nenadović (Valvejo 15 februari 1813 – Wenen 29 maart 1873); zij hadden  kinderen, onder wie:
  - Peter I (Belgrado 11 juli 1844 – aldaar 26 augustus 1921), koning van Servië 1903-1918, koning der Serven, Kroaten en Slovenen 1918-1921; ∞ (Cetinje 1 augustus 1883) prinses Zorka van Montenegro (Cetinje 23 december 1864 - aldaar 28 maart 1890), dochter van koning Nicolaas I
    - Jelena (Rijeka 4 november 1884 – Nice 16 oktober 1962); ∞ (3 september 1911) prins Ivan van Rusland (Pavlovsk 5 juli 1886 – Alapajevsk 18 juli 1918)
    - George (Rijeka 8 september 1887 - Belgrado 17 oktober 1972), kroonprins van Servië, zag af van zijn rechten op de troon 1909
    - Alexander I/II (Cetinje 16 december 1888 – Marseille 9 oktober 1934), koning der Serven, Kroaten en Slovenen (vanaf 1929: Joegoslavië) 1921-1934; ∞ (Belgrado 8 juni 1922) prinses Maria van Roemenië (Gotha 6 januari 1900 – Londen 22 juni 1961), dochter van koning Ferdinand
      - Peter II (Belgrado 6 september 1923 – Denver 3 november 1970), koning van Joegoslavië 1934-1945; ∞ (Londen 20 maart 1944) prinses Alexandra van Griekenland en Denemarken (Athene 25 maart 1921 – 30 januari 1993), dochter van koning Alexander I van Griekenland
        - Alexander (* Londen 17 juli 1945, kroonprins van Joegoslavië; ∞ I (Sevilla 1 juli 1972, gescheiden 1985) prinses Maria da Gloria van Orléans-Bragança (* 13 december 1946); ∞ II (Londen 21 september 1985) Katherine Clairy Batis (* Athene 13 november 1943)
          - Peter (* Chicago 5 februari 1980)
          - Filips (* Falls Church, Virginia 15 januari 1982)
          - Alexander (* Falls Church, Virginia 15 januari 1982)

      - Tomislav (Belgrado 19 januari 1928 – Oplenac 12 juli 2000); ∞ I (Salem 6 juni 1957, gescheiden 1982) prinses Margaretha van Baden (* Salem 14 juli 1932); ∞ II (16 oktober 1982) Linda Bonnay (* Londen 22 juni 1949); vier kinderen
      - Andrej (Bled 28 juni 1929 – Irvine, Californië 7 mei 1990); ∞ I (Kronberg 2 augustus 1956, gescheiden 1962) prinses Christina van Hessen (* Kronberg 10 januari 1933); ∞ II (18 september 1963, gescheiden 1972) prinses Kira van Leinìngen (Coburg 18 juli 1930 - Londen 24 september 2005); ∞ III (Palm Springs 30 maart 1974) Eva Maria Anđelković (* Vrnjacka-Banja, Servië 26 augustus 1926); vijf kinderen

  - Arsen (Timișoara 16 april 1859 – Parijs 19 oktober 1938); ∞ (Sint-Petersburg 1 mei 1892, gescheiden 1896) prinses Aurora Demidov de San Donato (Kiev 15 november 1873 – Turijn 28 juni 1904)
    - Paul (Sint-Petersburg 27 april 1893 – Parijs 14 september 1976), prins-regent van Joegoslavië 1934-1941; ∞ (Belgrado 22 oktober 1923) prinses Olga van Griekenland en Denemarken (Tatoi 11 juni 1903 - Parijs 16 oktober 1997), dochter van prins Nicolaas van Griekenland; zij hadden drie kinderen, onder wie:
      - Alexander (* White Lodge, Richmond 13 augustus 1924); ∞ I (Cascais 12 februari 1955), gescheiden 1967) prinses Maria van Italië (* Napels 24 september 1934); ∞ II (Parijs 2 november 1973) prinses Barbara van Liechtenstein (* Mährisch-Sternberg 9 juli 1942); vijf kinderen
      - Elisabeth (* Belgrado 7 april 1936); ∞ I (21 mei 1960 (of 19 januari 1961?), gescheiden 1966/1969) Howard Oxenberg (* New York 1919); ∞ II (Londen 23 september 1969) Neil Balfour (* Lima 12 augustus 1934); ∞ III (New York 28 februari 1987) Manuel Ulloa y Elias (Lima 12 november 1922 – Madrid 9 augustus 1992); zij heeft drie kinderen, onder wie:
        - Catherine Oxenberg (New York 22 september 1961; ∞ I (Beverly Hills 12 juli 1998, gescheiden diezelfde maand) Robert Evans; ∞ II (Las Vegas 8 mei 1999) Casper Van Dien (* Ridgefield, New Jersey 18 december 1968)